# Justus Carrière (Zoologe)
Justus Wilhelm Johannes Carrière (* 5. März 1854 in München; † 13. Juli 1893 in Straßburg) war ein deutscher Zoologe und Hochschullehrer.

## Leben
Justus Carrière war der Sohn von Moritz Philipp Carrière und Agnes Liebig (1829–1862), einer Tochter des Chemikers Justus von Liebig. Nach dem Abitur 1873 am Wilhelmsgymnasium München studierte er in München Zoologie, Anatomie und Physiologie. 1880 wurde er dort mit einer Arbeit über Regenerationserscheinungen bei Schnecken promoviert. Anschließend wechselte er nach Straßburg, wo er als Assistent am Zoologischen Institut tätig war. Er war Privatdozent und lehrte ab 1885 als außerordentlicher Professor für Zoologie an der Universität Straßburg. 

1883 heiratete er Sophie von Hofmann, eine Tochter von Karl von Hofmann und Cornelia Cora Kekulé, einer Schwester des Archäologen Reinhard Kekulé von Stradonitz. Dadurch war er mit dem Künstler Ludwig von Hofmann verschwägert, dessen Ehefrau Eleonore Kekulé überdies eine Nichte seiner Schwiegermutter Cora war. 
Zu Carrières bedeutendsten Leistungen zählen seine Untersuchungen über den Fuß der Muscheln und zu den Sehorganen verschiedener Wirbelloser. Sein Hauptwerk ist eine 1885 veröffentlichte vergleichende Anatomie der Sehorgane aller Tierarten. Im Jahr 1887 wurde er in die Deutsche Akademie der Naturforscher Leopoldina gewählt.
Justus Carrière war Mitglied des Corps Palatia Bonn und der Deutschen Zoologischen Gesellschaft. Mit 39 Jahren starb er 1893 nach kurzer Krankheit an Diphtherie. 1895 ging Carrières Autographensammlung, die die Grundlage für das kurz vor seinem Tod veröffentlichte Buch mit dem Briefwechsel zwischen Justus von Liebig und Jöns Jakob Berzelius bildete, in den Besitz der Bayerische Hof- und Staatsbibliothek über.
Justus Carrière war der Vater des Komponisten Paul Carrière und des Psychiaters Reinhard Carrière, Großvater von Bern Carrière und Urgroßvater von Mathieu Carrière, Till Carrière und Mareike Carrière.

## Bücher
- Regenerations-Erscheinungen bei den Schnecken. Thein, Würzburg 1880 (online). Dissertation
- Die Sehorgane der Thiere vergleichend-anatomisch dargestellt. R. Oldenbourg, München/Leipzig 1885 (online).
- Berzelius und Liebig: ihre Briefe von 1831–1845 mit erläuterden Einschaltungen aus gleichzeitigen Briefen von Liebig und Wöhler sowie wissenschaftlichen Nachweisen. J. F. Lehmann, München/Leipzig 1893 (online).

## Publikationen
- Ueber Anastomosen der Ganglienzellen in den Vorderhörnern des Rückenmarkes. In: Archiv für Mikroskopische Anatomie. Band 14, Nummer 1, 1877, S. 125–132, DOI:10.1007/BF02933979.
- Studien über die Regenerations-erscheinungen bei den Wirbellosen. I. Die Regeneration bei den Pulmonaten. J. Staudinger'schen Buchhandlung, Würzburg 1880 (online).
- Die Augen von Planaria polychroa Schmidt und Polycelis nigra Ehrb. In: Archiv für Mikroskopische Anatomie. Band 20, Nummer 1, 1881, S. 160–174, DOI:10.1007/BF02952645.
- Haben die Mollusken ein Wassergefäßsystem? In: Biologisches Zentralblatt. Band 1, Nummer 22, 27. Januar 1882, S. 677–683 (online).
- Kurze Mittheilungen zur Kenntniss der Herbst’schen und Grandry’schen Körperchen in dem Schnabel der Ente. In: Archiv für Mikroskopische Anatomie. Band 21, Nummer 1, 1882, S. 146–164, DOI:10.1007/BF02952617.
- Die Fussdrüsen der Prosobranchier und das Wassergefass-System der Lamellibranchier und Gastropoden. In: Archiv für Mikroskopische Anatomie. Band 21, Nummer 1, 1882, S. 387–467, DOI:10.1007/BF02952626.
- Die postembryonale Entwicklung der Epidermis des Siredon pisciformis. In: Archiv für Mikroskopische Anatomie. Band 24, Nummer 1, 1884, S. 19–49, DOI:10.1007/BF02960373.
- Ueber Molluskenaugen. In: Archiv für Mikroskopische Anatomie. Band 33, Nummer 1, 1889, S. 378–402, DOI:10.1007/BF02956035.
- On the Eyes of Some Invertebrata. In: Quarterly Journal of Microscopical Science. Band 24, 1884, S. 673–681 (PDF; 391 kB).
- Trichodina sp. (pediculus ?) als Blut- und Lymphkörperchen fressender gelegentlicher Schmarotzer im Seitenkanal von Cottus gobio. Band 33, Nummer 1, 1889, S. 402–415, DOI:10.1007/BF02956036.
- Die Entwicklung der Mauerbiene (Chalicodoma muraria Fabr.) im Ei. In: Archiv für Mikroskopische Anatomie. Band 35, Number 1, 1890, S. 141–165, DOI:10.1007/BF02955876.
- Die Drüsen am ersten Hinterleibsringe der Insektenembryonen. In: Biologisches Zentralblatt, Band 11, 1891, S. 110–127 (online).
- Die Entwicklungsgeschichte der Mauerbiene (Chalicodoma muraria, Fabr.) im Ei. In: Nova acta Academiae Caesareae Leopoldino-Carolinae Germanicae Naturae Curiosorum. Band 69, Nummer 2, E. Karras, Halle 1898, S. 253–419 .(online). – Herausgegeben und vollendet von Otto Bürger.